# 杜鴻漸
杜 鴻漸（と こうぜん、708年 - 769年）は、中国唐代の政治家。字は之巽。濮陽に生まれる。
仏教を信仰し、死に臨んでは儒教の伝統である土葬をせずに、火葬を選択した。

## 家族
祖父は杜慎行、益州長史。父は杜鵬挙。杜鴻漸は杜暹の族子です。

## 略歴
- 708年、濮陽に生まれる
- 科挙に合格して延王府の参軍となる。朔方判官に異動[4]
- 756年、安史の乱が起き、魏少游らと共に朔方軍を率いて皇太子李亨（後の粛宗）に加勢
- 粛宗を即位させ、兵部郎中、中書舎人となる
- 武部侍郎、河西節度使、荊南節度使を歴任
- 759年、襄州で反乱が起き、長安へ退避
- 尚書右丞、太常卿に転任。陵墓整備の功績で衛国公となる
- 764年、兵部侍郎、中書門下平章事（宰相）となり、中書侍郎に昇格
- 765年、蜀で反乱が起き、成都尹、山南西道剣南東川副元帥、剣南西川節度副使となり、反乱軍を説得して混乱を収拾
- 769年、門下侍郎、東都留守、河南淮西山南東道副元帥となるが、病気で辞退し、その後、亡くなる。太尉を追贈される

## 伝記
- 『旧唐書』巻108
- 『新唐書』巻126